# George Bellairs
George Belairs je pseudonim britanskog pisca kriminalističkih romana i bankovnog menedžera Harolda Blundella (1902. – 1985.). Rođen je u Heywoodu i mirovinu je proveo na Otoku Man. Napisao je i 4 romana pod pseudonimom Hilary Landon.
Prvi roman Littlejohn izdan je 1941., a pisao je i članke za Manchester Guardian i Manx publikacije. Njegovi osobni spisi čuvaju se u sveučilišnoj knjižnici u Manchesteru. 